# Pont-Rouge
Pont-Rouge is een gehuchtje in Waasten, een deelgemeente van de Belgische gemeente Komen-Waasten. Het gehucht ligt zo'n 2,5 kilometer ten zuidwesten van het centrum van Waasten aan een brug over de Leie. De rivier vormt er de grens met Frankrijk. Aan de overkant van de Leie liggen de Franse gemeenten Deûlémont en Frelinghien. Ruim anderhalve kilometer ten westen en zuidwesten van Pont-Rouge liggen de Waastense gehuchten Gheer en Touquet. Het stroompje de Warnave stroomt hier van west naar oost en mondt er uit in de Leie.

## Geschiedenis
In de buurt bevond zich vroeger de heerlijkheid La Grande Haie, die afhankelijk was van de kasselrij Ieper en een enclave in de kasselrij van Waasten vormde.
De Ferrariskaart uit de jaren 1770 toont de plaats als het gehuchtje Le Pont Rouge aan de Leie, met iets noordelijker het hof "de la Grand haye" en ook de hoeve "La petite haye".
In de laatste decennia van de 19de eeuw werd een spoorlijn van Komen naar het Franse Armentières geopend (spoorlijn 67). De spoorlijn liep net ten westen van de hoeves "Grande Haie" en "Petite Haie" en het gehucht Pont-Rouge. In de Eerste Wereldoorlog lag Pont-Rouge bij de frontlinie. Tegen het midden van de 20ste eeuw werd de spoorlijn opgeheven. Bij de vastlegging van de taalgrens werd Pont-Rouge in de jaren 60 als onderdeel van Waasten met die gemeente overgeheveld van de provincie West-Vlaanderen naar de Waalse provincie Henegouwen.

## Verkeer en vervoer
Op het eind van de 19de eeuw en de eerste helft van de 20ste eeuw liep langs Pont-Rouge spoorlijn 67, die hier een halte had.